# Ръждив трупиал
Ръждив трупиал (Euphagus carolinus) е вид птица от семейство Трупиалови. Видът е световно застрашен, със статут Уязвим.

## Разпространение
Разпространен е в Канада, Сен Пиер и Микелон и САЩ.